# Veenpolder (Den Haag)
De Veenpolder is een poldergebied en een voormalig waterschap in de gemeente Den Haag, in de Nederlandse provincie Zuid-Holland.
Het waterschap was in 1858 ontstaan door de samenvoeging van:
- de Bovenveenpolder
- de Bezuidenhoutsche Veenpolder

Het waterschap was verantwoordelijk voor de waterhuishouding in de polders.

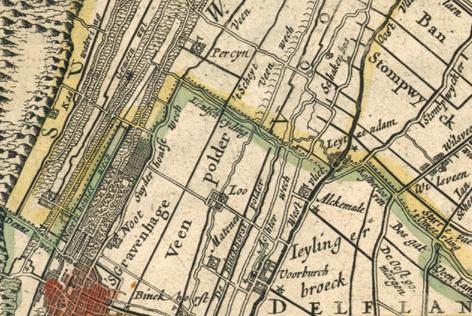
kaart 1665